# Ruthie Henshall
Valentine Ruth «Ruthie» Henshall  (Bromley, Gran Londres, 7 de marzo de 1967) es una cantante, bailarina y actriz británica de teatro, cine y televisión, más conocida por su trabajo en el ámbito del teatro musical, por el que ha recibido un Premio Laurence Olivier y cuatro nominaciones al mismo galardón.
Realizó estudios en el Laine Theatre Arts en Epsom, Surrey, antes de hacer su primera aparición como profesional en los escenarios en 1986. Su trabajo en la producción de 1987 de Cats marcó su debut en el West End de Londres. En 1995 ganó el premio Laurence Olivier a la mejor Actriz en un musical por su papel de Amalia Balash en el reestreno londinense de She Loves Me de 1994, mientras que recibió nominaciones al mismo galardón por sus roles de Polly Baker en la producción original de Crazy For You con funciones entre 1993 y 1994, Roxie Hart en la nueva versión de Chicago (1997-1998) y los papeles principales en las producciones originales de Peggy Sue Got Married (2001) y Marguerite (2008).
En Broadway debutó en 1999 como Velma Kelly en Chicago, y regresó posteriormente en el papel de Roxie Hart para Broadway en 2010. En 2014, asumió el papel de Mrs. Wilkinson en la producción del West End de Billy Elliot the Musical.

## Biografía
Henshall nació en Bromley, el sudeste de Londres, Inglaterra. Su padre, David, era un periodista que más tarde asumiría la dirección de la East Anglian Daily Times, un periódico matutino de Suffolk. A temprana edad Ruthie tuvo intereses por ser una bailarina de ballet, aunque le faltaba el físico necesario. Su hermana, Noel, murió en 2007 de una sobredosis de drogas mientras vivía en San Francisco.
Fue pareja del príncipe Eduardo de Wessex de manera oficial durante dos años, pero de manera informal por cinco años, antes de llegar a comprometerse con el actor John Gordon Sinclair. Después de asumir el papel de Velma Kelly en la producción de Broadway Chicago, se separaron, tras lo cual Henshall admitió pasar por un proceso de consumo excesivo de alcohol y que había considerando el suicidio.
Tras este período, conoció a Tim Howar, actor de teatro y cantante de la banda Van Tramp, y coestrella masculina en la producción del West End Peggy Sue Got Married. La pareja se casó en 2004 y tienen dos hijos, Lily Amalia (nacida el 16 de febrero de 2003) y Dolly Olivia (nacida el 14 de enero de 2005); la familia residía cerca de los padres de Henshall en la frontera Essex/Suffolk.
En agosto de 2009, la pareja anunció una separación de manera amistosa, para posteriormente divorciarse en enero de 2010.

## Carrera
Antes de su debut a la edad de 19 años, Ruthie Henshall realizó estudios de teatro en el Laine Theatre Arts de Epsom, Surrey. Su debut fue en el Cascade Revue del West Cliff Theatre en Clacton-on-Sea. A fines de la década de 1980 y principios de 1990, participó en la producción itinerante A Chorus Line como Maggie. Su debut en el West End se produjo poco después cuando fue reclutada para Cats, haciendo apariciones como Jemima, Deméter, Griddlebone y Grizabella.
En 1988, a la edad de 21 años, fue seleccionada para Miss Saigon en el papel de una de las camareras, que se montó en el Teatro Drury Lane. A continuación, asumió el papel original de Aphra en Children of Eden en el Prince Edward Theatre. Para el verano de 1989, se la vio en el Festival de Teatro de Chichester actuando en obras de Shakespeare y Molière, así como también en el musical Valentine's Day, basado en You Can Never Tell de George Bernard Shaw.
En 1992, a la edad de 25 años, fue elegida para representar el personaje de Fantine en Les Misérables. Su primer papel como protagonista fue en el montaje londinense de 1993 de la producción de Broadway Crazy for You que se estrenó en el Prince Edward Theatre. Su actuación le valió su primera nominación al Premio Laurence Olivier. En 1995, Henshall protagonizó She Loves Me, papel con el que ganó su primer Laurence Olivier a la mejor actriz en un musical; ese mismo año, realizó un concierto con canciones de Gershwin en el Royal Festival Hall de Londres. Posteriormente, en octubre, volvió a representar el papel de Fantine para el concierto con motivo del décimo aniversario de Les Misérables en el Royal Albert Hall. En 1996, asumió el papel de Nancy en el productor Cameron Mackintosh 's hit renacimiento de Oliver! en el famoso Palladium de Londres . En 1997, Henshall originó el papel de Roxie Hart en la transferencia del West End de la exitosa nueva versión de Broadway de Chicago . Para este papel, recibió su tercera nominación al Olivier a la Mejor Actriz en un Musical, que fue a su coestrella de Ute Lemper .
Fue elegida para el papel protagónico de la adaptación teatral musical de la película de Francis Ford Coppola Peggy Sue Got Married, que se estrenó en Londres en agosto de 2001 con críticas mixtas. A pesar de que se canceló tras sólo ocho semanas, fue nominada una vez más para un premio Laurence Olivier a la mejor actriz en un musical.
Henshall también ha aparecido en el Festival de Teatro de Chichester, ha realizado giras por Gran Bretaña en la revista The Magnificent Musicals, y ha actuado en Hey, Mr. Producer!, una celebración en honor al trabajo de Cameron Mackin. Entre sus grabaciones como solista se encuentran The Ruthie Henshall Album, Pilgrim y Love Is Here to Stay, una colección de canciones de Gershwin. Entre julio de 2005 y febrero de 2006 reemplaó a Maria Friedman en la obra The Woman in White de Andrew Lloyd Webber. Luego, fue elegida para protagonizar a Marguerite, un nuevo musical de Michel Legrand, Herbert Kretzmer, Alain Boublil y Claude-Michel Schönberg; el espectáculo se estrenó el 7 de mayo de 2008 en el Theatre Royal Haymarket de Londres, pero se canceló tempranamente el 13 de septiembre de 2008.
Entre sus incursiones en Broadway están Putting It Together de Stephen Sondheim, Chicago (en los papeles de Velma y Roxie) y Los monólogos de la vagina. En 2000 protagonizó como invitada un episodio de Law & Order titulado Panic en el rol de una escritora llamada P.K. Todd. En noviembre de 2004 incursionó en su primer largometraje, una versión musical de A Christmas Carol con Kelsey Grammer, que se emitió en la NBC en Estados Unidos y fue lanzada como un atractivo comercial para teatros en el Reino Unido y Europa. En enero de 2006 apareció en la serie de cuatro episodios The Sound of Musicals para la BBC Television.
En 2008, Henshall reemplazó a Natalia Bestemianova como juez en el programa Dancing on Ice de ITV1 junto a Robin Cousins, Karen Peluquería, Nicky Slater y Jason Gardiner; su nombramiento causó cierta controversia debido a que era la única jueza sin experiencia en patinaje sobre hielo. A pesar de ello, regresó para una segunda temporada en 2009; tras su término, dijo en el talkshow de Sky1 TV Angela and Friends que se alegraba de estar lejos de Dancing on Ice. Su reemplazo para la nueva temporada de 2010 fue Emma Bunton.
Henshall realizó dos conciertos nocturnos con Kim Criswell titulados From Broadway to Hollywood en el Cadogan Hall de Londres durant el verano de 2009.
Volvió a abordar el papel de Roxie de Chicago en el Cambridge Theatre de Londres desde el 14 de diciembre de 2009 hasta el 24 de abril de 2010. Esta fue la segunda vez que Henshall asumió dicho rol en Londres después de haberlo estrenado en 1997. Ella declaró en una entrevista que se sintió más cómoda la segunda vez, tras estar rondando los cuarenta años; adicionalmente, ha señalado que «cualquier persona que desempeña el papel de Roxie debe estar en sus cuarenta años, ya que han vivido y aprendido». Recientemente ha vuelto a ser Roxie para Broadway.
En marzo de 2011, Henshall tomó el papel de Elvira en la obra clásica Blithe Spirit en el West End, después de trabajar en varios montajes teatrales regionales.
En 2011 apareció como actriz de teatro en un episodio de la comedia de HBO Curb Your Enthusiasm que salió al aire el 14 de agosto, así como la de una abogada en The Case, un drama legal de cinco capítulos que se transmitió el 31 de octubre al 4 de noviembre por la BBC One.
En febrero de 2012 se anunció que Henshall encabezaría el concierto Side by Side by Sondheim  en Australia. Ese mismo año, Henshall asumió el papel de la multimillonaria Stephanie Gaunt en la serie CBBC Wizards vs Aliens.
En 2012, Henshall fundó su propia empresa de producciones Three Pin Productions Ltd. con el director musical Paul Schofield y el productor Polly Ingham. En 2013 realizaron 22 fechas en el Reino Unido y continuaron su gira nacional en 2014 con más de 18 fechas; este mismo año, Tres Pin Productions Ltd produjo un álbum solista de Ruthie Henshall bajo el título I've Loved These Days, el nombre de la canción principal de Billy Joel.
Henshall y Daniel Bowling (director de musicales) han escrito un libro titulado So You Want to Be in Musicals? que salió a la venta en 2012.
En 2014, se anunció que asumiría el rol de Mrs Wilkinson en Billy Elliot The Musical a partir del 12 de mayo.

## Filmografía
| Año  | Título                        | Rol             | Notas                                             |
| ---- | ----------------------------- | --------------- | ------------------------------------------------- |
| 1992 | Get Back                      | Rita Henderson  | Episodio: We Can Work It Out                      |
| 2000 | Law & Order                   | P.K. Todd       | Episodio: Panic                                   |
| 2011 | Curb Your Enthusiasm          | Ally            | Episodio: The Hero                                |
| 2011 | The Case                      | Lawyer          | 5 episodios                                       |
| 2012 | Wizards vs Aliens             | Stephanie Gaunt | Episodio: Friend or Foe (primera y segunda parte) |
| 2014 | Billy Elliot the Musical Live | Mrs. Wilkinson  | Grabación en vivo de Billy Elliot the Musical     |

## Participaciones teatrales
- A Chorus Line (tour por el Reino Unido, 1987), como Maggie
- Cats (reparto londinense, 1987–1989), como Jemima, Demeter, Jellyorum, Griddlebone, Grizabella
- Bernadette (Álbum conceptual, 1989).
- Miss Saigon (reparto original londinense, 1989–1990), como Bar Girl, Ellen
- Children of Eden (reparto original londinense, 1991), como Aphra
- Henry VIII (Chichester Festival Theater, 1991).
- The Sisterhood (reparto en Chichester, 1991), como Martine
- Valentine's Day (reparto en Chichester, 1991), como Mabel
- Follow the Star (Chichester Festival Theatre, 1991–1992), como Mary
- Les Misérables (reparto londinense, 1992), como Fantine
- Godspell (1993).
- Crazy for You (reparto original londinense, 1993–1994), como Polly Baker
- She Loves Me (reparto londinense del reestreno, 1994), como Amalia Balash
- Annie (1995).
- Miss Saigon (1995), como Ellen
- Les Misérables (reparto londinense, 1995), como Fantine
- Crazy for You (en Toronto), como Polly Baker
- Oliver! (reparto londinense, 1996), como Nancy
- Divorce Me, Darling! (reparto en el Chichester Festival, 1997), como Polly Brockhurst
- Chicago (reparto londinense y en el remontaje de Broadway, 1997–1998,1999, 2010), como Roxie Hart
- Ziegfeld Follies of 1936 (reparto del concierto en Nueva York, 1999), roles derivados desde Gertrude Niesen
- Chicago (reparto en Broadway, 1999), como Velma Kelly
- Putting It Together (reestreno en Broadway, 1999), como The Younger Woman
- The Vagina Monologues (producción original fuera de Broadway, 2000).
- Miss Saigon (reparto en Broadway y posterior reemplazo), como Ellen
- Peggy Sue Got Married (producción original londinense, 2001), como Peggy Sue
- The Vagina Monologues (reparto londinense, 2001–2002).
- The Boy from Oz (workshop en Nueva York, 2002), como Liza Minnelli
- Chicago (reparto londinense, 2003), como Velma Kelly
- Fosse (tour por el Reino Unido, 2003)
- The Woman in White (producción original londinense, 2004–2005), como Marian
- The Other Woman (Nueva York, 2006), como Emma
- Stairway to Paradise (City Center, Nueva York, 2007)
- Marguerite (producción original londinense, 2008), como Marguerite
- Chicago (Cambridge Theatre, 2009), como Roxie Hart
- Blithe Spirit (Apollo Theatre, 2011), como Elvira
- Side by Side by Sondheim (Theatre Royal, Sídney, 2012).
- Guys and Dolls (versión en concierto, Cadogan Hall, 2012), como Adelaida.
- Billy Elliot the Musical (reparto en el West End, Victoria Palace Theatre, 2014–2015), como Mrs.Wilkinson

## Discografía
| Año  | Título                                                   | Rol                             | Notas                |
| ---- | -------------------------------------------------------- | ------------------------------- | -------------------- |
| 1990 | The Making of Miss Saigón                                | Ellen                           |                      |
| 1995 | Les Misérables: The Dream Cast in Concert                | Fantine                         |                      |
| 1998 | Hey, Mr. Producer!                                       | Como ella misma                 |                      |
| 2001 | Putting It Together: Direct from Broadway                | The Young Woman                 | Representación final |
| 2003 | Some Enchanted Evening: Richard Rodgers Tribute Gala     | Como ella misma                 |                      |
| 2004 | Broadway – The Golden Age, By the Legends Who Were There | Como ella misma                 |                      |
| 2004 | A Christmas Carol                                        | Mrs. Scrooge (madre de Scrooge) |                      |
| 2005 | Voices For Darfur                                        | Como ella misma                 | Actuación benéfica   |
| 2006 | Lesley Garrett: Music from the Movies                    | Como ella misma                 |                      |

### Álbumes como solista
- I've loved these days.
- The Ruthie Henshall Album.
- Pilgrim.
- Ruthie Henshall Sings Gershwin.

### Colaboraciones y compilaciones
- I Love Musicals.
- Sondheim-The Stephen Sondheim Album.
- Showstoppers: Dudu Fisher.
- Brent Barrett: The Kander and Ebb Album.

## Registros de reparto
- 1991: Children of Eden (Original London Cast)
- 1993: Crazy for You (Original London Cast)
- 1994: She Loves Me (1994 London Revival Cast)
- 1995: Miss Saigon (1995 Studio Cast)
- 1995: Les Misérables 10th Anniversary Concert
- 1997: Godspell (1993 London Studio Cast)
- 1998: She Loves Me (1994 London Cast)
- 1998: Divorce Me, Darling! (1997 Chichester Cast)
- 1998: Annie (London Studio Cast)
- 1998: Chicago – The Musical (1998 London Cast)
- 1998: Hey, Mr. Producer!
- 1999: Miss Saigón (1995 Studio Cast – Highlights)
- 2001: Ziegfeld Follies of 1936
- 2004: A Christmas Carol (Original Soundtrack from the Hallmark TV Production)
- 2008: Marguerite (Original London Cast Recording)

## Premios y nominaciones
| Año  | Premio                  | Categoría                  | Trabajo               | Resultado | refs  |
| ---- | ----------------------- | -------------------------- | --------------------- | --------- | ----- |
| 1993 | Premio Laurence Olivier | Mejor actriz en un musical | Crazy for You         | Nominada  | [ 2 ] |
| 1995 | Premio Laurence Olivier | Mejor actriz en un musical | She Loves Me          | Ganadora  | [ 1 ] |
| 1998 | Premio Laurence Olivier | Mejor actriz en un musical | for Chicago           | Nominada  | [ 3 ] |
| 2002 | Premio Laurence Olivier | Mejor actriz en un musical | Peggy Sue Got Married | Nominada  | [ 4 ] |
| 2009 | Premio Laurence Olivier | Mejor actriz en un musical | Marguerite            | Nominada  | [ 5 ] |